# بول تايلور
بول تايلور (بالإنجليزية: Paul Taylor)‏‏ (29 يوليو 1930 - 29 أغسطس 2018) هو مدرب رقص أمريكي، وقد كان من بين آخر الأعضاء الأحياء للجيل الثالث من فناني الرقص الحديث في أمريكا.

## روابط خارجية
- بول تايلور على موقع IMDb (الإنجليزية)
- بول تايلور على موقع الموسوعة البريطانية (الإنجليزية)
- بول تايلور على موقع الموسوعة البريطانية (الإنجليزية)
- بول تايلور على موقع قاعدة بيانات برودواي على الإنترنت (الإنجليزية)
- بول تايلور على موقع قاعدة بيانات الفيلم (الإنجليزية)